# پل شهرچای
بیست و سه پل میانه که با نام‌های شهر(چای) کورپوسی (در زبان محلی به معنیِ پل شهر(چای) است) و پل راه‌آهن معروف است یک اثر تاریخی مربوط به دوره صفوی در ضلع جنوبی شهر میانه نرسیده به ایستگاه راه‌آهن می‌باشد. این اثر در تاریخ ۲۸ مرداد ۱۳۴۸ با شمارهٔ ثبت ۸۷۲ به‌عنوان یکی از آثار ملی ایران به ثبت رسیده‌است.
این پل تاریخی نه تنها از نظر نوع معماری و ظاهری مشابه سی وسه پل می‌باشد بلکه قدمت ساخت آن نیز به همان اندازه است. طول این پل ۲۶۰متر است که به عنوان طولانی‌ترین پل تاریخی استان آذربایجان شرقی شناخته می‌شود. از آجر برای ساخت این پل استفاده شده‌است ولی پایه‌های این پل سنگی می‌باشد. به نظر می‌رسد معمار این پل فردی به نام شمس‌الدین محمد جوینی بوده‌است. از جهانگردانی که از این پل تاریخی دیدن کرده‌اند می‌توان به موریس دو کوتزبوئه اشاره کرد.